# Michèle Mercier

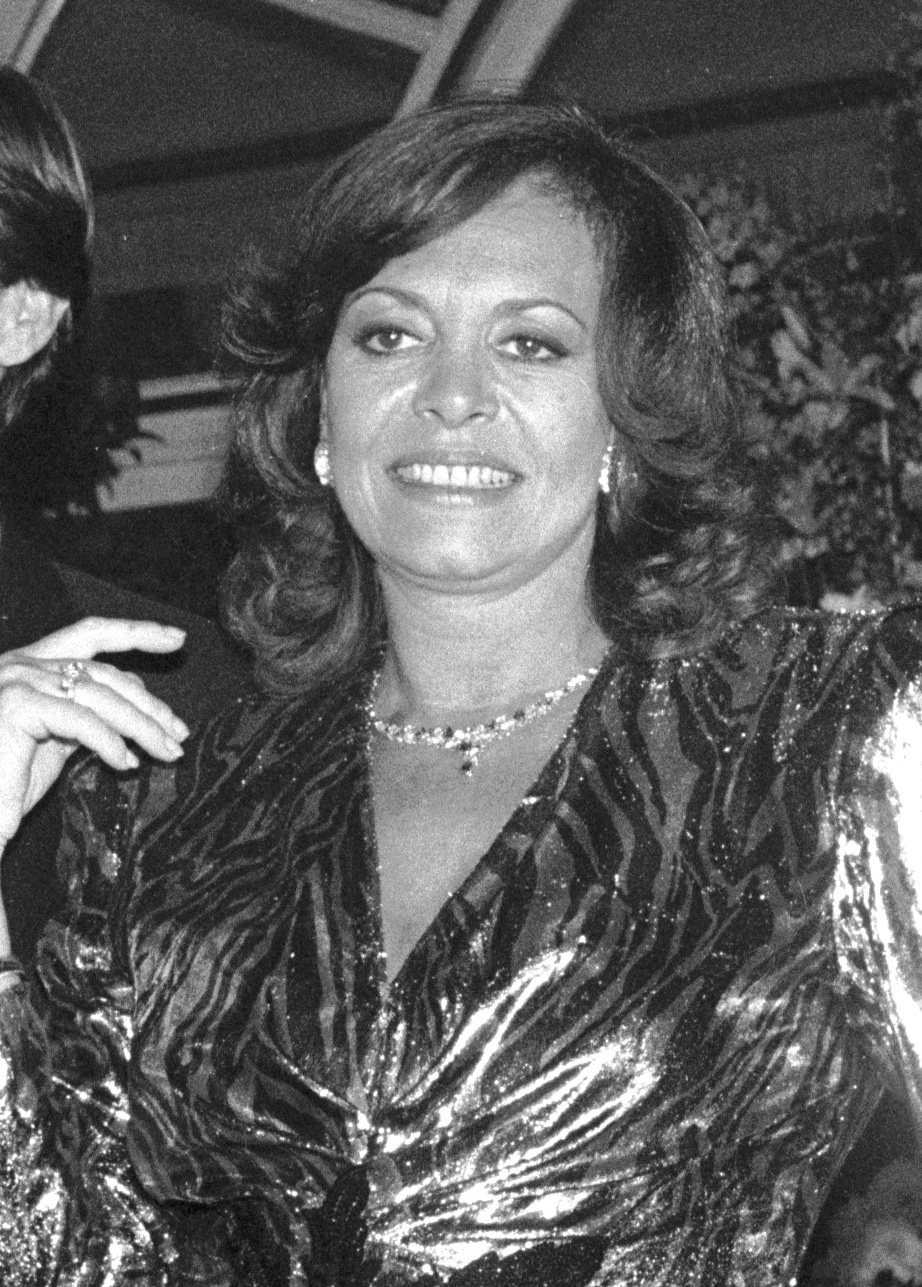
Michèle Mercier (1988)

Michèle Mercier (* 1. Januar 1939 als Jocelyne Yvonne Renée Mercier in Nizza, Frankreich) ist eine französische Schauspielerin.

## Leben
Michèle Mercier ist die Tochter eines Apothekers und einer Italienerin. Sie begann als Balletttänzerin an der Opéra de Nice und brachte es bis zur Solotänzerin. Mit siebzehn Jahren ging sie zum Ballett an der Pariser Oper unter Roland Petit und nahm privaten Schauspielunterricht.
Nach einigen kleineren Rollen in französischen Filmen wurden Filmleute auf die talentierte Schauspielerin aufmerksam (unter anderem spielte sie die Clarisse an der Seite von Charles Aznavour in François Truffauts Schießen Sie auf den Pianisten), bis sie schließlich von Bernard Borderie „entdeckt“ wurde und er mit ihr die Angélique-Reihe (nach den Büchern von Anne Golon) drehte. Die Filme hatten einen immensen Erfolg, doch blieb das Image von Angélique an Mercier haften. Nach dem Ende der Reihe (1968) gelang es der Darstellerin nicht mehr, an den Erfolg dieser Filme anzuknüpfen.
In den 1970er Jahren folgten kleinere Rollen in zweitklassigen Filmen und läuteten damit das Ende ihrer schauspielerischen Karriere ein. Ab 2000 erschienen mehrere Bücher von ihr, die sowohl von ihr in ihrer Rolle als Angélique als auch von anderen Themen handeln.

## Filmografie (Auswahl)
- 1957: Luzifers Tochter (Retour de manivelle)
- 1957: Mädchenfalle (Donnez-moi ma chance)
- 1959: Ein Engel auf Erden (Mademoiselle Ange)
- 1959: Die Liebesnächte der Lucrezia Borgia (Le notti di Lucrezia Borgia) – Regie: Sergio Grieco
- 1960: Die Bucht der Schmuggler (Fury at Smuggler's Bay)
- 1960: Inspektor Kent jagt flotte Puppen (Le Saint mène la danse)
- 1960: Schießen Sie auf den Pianisten (Tirez sur le pianiste)
- 1961: Lieben Sie Brahms? (Goodbye again)
- 1961: Aladins Abenteuer (Le meraviglie di Aladino)
- 1961: Frauen für die Teufelsinsel (Le prigioniere dell'isola del diavolo)
- 1961: Rächer der Meere (Il giustiziere dei mari)
- 1963: Die drei Gesichter der Furcht (I tre volti della paura)
- 1963: Amore in vier Dimensionen (Amore in quattro dimensioni)
- 1963: Das Mädchen La Pupa (La pupa)
- 1963: I mostri
- 1963: Die Millionen eines Gehetzten (L' Aîné des Ferchaux)
- 1964: Angélique (Angélique, marquise des anges)
- 1964: Der Donnerstag (Il giovedì)
- 1964: Staatsaffären (A Global Affair)
- 1964: Verrückter Sommer (Frenesia dell’estate)
- 1965: Angélique, 2. Teil (Merveilleuse Angélique)
- 1965: Casanova ’70
- 1965: Herr auf Schloß Brassac (Le Tonnerre de Dieu)
- 1965: Unsere Ehemänner (I nostri mariti)
- 1965: Die untreue Geliebte (La Seconde vérité)
- 1966: Angélique und der König (Angélique et le roi)
- 1966: Das gewisse Etwas der Frauen (Come imparai ad amare le donne)
- 1966: Heiße Nächte (Soleil noir) – Regie: Denys de La Patellière
- 1967: Das älteste Gewerbe der Welt (Le plus vieux métier du monde)
- 1967: Unbezähmbare Angélique (Indomptable Angélique)
- 1968: Angélique und der Sultan (Angélique et le sultan)
- 1968: Friedhof ohne Kreuze (Une corde, un colt)
- 1968: Lady Hamilton – Zwischen Schmach und Liebe
- 1970: Zwei Kerle aus Granit (You Can't Win 'Em All)
- 1971: Dracula im Schloß des Schreckens (Nella stretta morsa del ragno)
- 1971: Roma bene – Liebe und Sex in Rom (Roma bene) – Regie: Carlo Lizzani
- 1972: Ruf der Wildnis (The Call of the Wild)
- 1979: Götz von Berlichingen mit der eisernen Hand
- 1984: Jeans Tonic – Regie: Michel Patient
- 1998: La Rumbera – Regie: Piero Vivarelli

## Bücher
- Angelique a coeur perdu: autobiographie (1979)
- Angéliquement votre (2000)
- Je ne suis pas Angélique (2002)